# 1792 у літературі

## Твори
- «На захист прав жінок» — найвідоміша книга, написана британською феміністкою XVIII століття Мері Волстонкрафт, що є однією з найбільш ранніх робіт феміністської філософії
- «Злочинна мати» (фр. La Mère coupable ou L'Autre Tartuffe) — драма П'єра Бомарше
- «Вакхічні пісні Фредмана» (швед. «Bacchanaliska qväden») — поетична збірка Карла-Мікаеля Бельмана
- «Анна Сент-Ів» (англ. «Anna St Ives») — роман Томаса Голкрофта
- «Пісня Свободи» (англ. «A Song of Liberty») — поезія Вільяма Блейка
- «Марілія Дірсеу» («порт. Marília de Dirceu») — поетична збірка Томаса Антоніу Гонзага
- «Могила» (нід. Het graf) — поема у чотирьох піснях Рейнвіса Фейта
- «Бідна Ліза» — сентиментальна повість Миколи Михайловича Карамзіна

## Видання
- Вийшла збірка байок французького поета Жана-П'єра Кларі де Флоріана.
- Вийшла перша частина сатиричного твору Г'ю Генрі Брекенріджа «Сучасне лицарство, або пригоди капітана Фарраго і Тіга О'Рігана, його слуги».

## Народилися
- 15 березня — Віржині Ансело, французька письменниця, драматург, мемуаристика і художниця
- квітень — Андреас Калвос, грецький поет, один з ранніх представників (разом із Соломосом) Іонічної школи в грецькій літературі
- 10 липня — Фредерік Марріет, англійський письменник
- 23 липня — В'яземський Петро Андрійович, російський поет і критик
- 4 серпня — Персі Біші Шеллі, англійський поет
- 22 серпня — Гун Цзичжень, відомий китайський поет, мислитель та письменник часів династії Цін
- 21 вересня — Йоганн Петер Еккерман, німецький літератор, поет, друг і секретар Гете
- 25 вересня — Лажечников Іван Іванович, російський письменник
- 23 листопада — Вацлав Климент Кліцпера, чеський письменник і політичний діяч
- 7 грудня — Абрахам Якоб ван дер Аа, нідерландський літератор, упорядник географічного та біографічного довідника Нідерландів
- 22 грудня — Катенін Павло Олександрович, російський поет, драматург, літературний критик, перекладач, театральний діяч
- ? — Нодіра, узбецька поетеса, класик узбецької літератури

## Померли
- 24 травня — Якоб Міхаель Рейнхольд Ленц, німецький письменник
- 10 червня — Мішель Поль Гі де Шабанон, французький письменник
- 1 серпня — Ґурамішвілі Давид Георгійович, грузинський поет
- 25 вересня — Жак Казот, французький письменник
- 12 грудня — Фонвізін Денис Іванович, російський письменник епохи Катерини ІІ, засновник російської побутової комедії